# ترانه‌های بی‌گناهی
«ترانه‌های بی‌گناهی» (به انگلیسی: Songs of Innocence) آلبومی از یوتو است که در ۹ سپتامبر ۲۰۱۴ منتشر شد.
این آلبوم در چارت‌های کرواسی، چک، فرانسه، هلند، ایتالیا، لهستان، اسپانیا در رتبه اول و در چارت‌های بسیاری کشورهای دیگر جزو ده آلبوم اول قرار گرفت.